# Sinna ornatissima
Sinna ornatissima är en fjärilsart som beskrevs av Alphéraky 1897. Sinna ornatissima ingår i släktet Sinna och familjen trågspinnare. Inga underarter finns listade i Catalogue of Life.